# Gervais (Name)
Gervais ist ein französischer Vorname und Familienname.

## Herkunft und Bedeutung
Gervais ist die französische Form des lateinischen Namens des christlichen Märtyrers und Heiligen Gervasius. Gervasius bedeutet der Speerknecht.

## Namenstag
Namenstag ist der 19. Juni.

## Varianten
- Gervasius (deutsch)
- Gervasio (spanisch, italienisch). Gervásio (portugiesisch)
- Gervase (englisch)
- Gerwazy (polnisch)

## Bekannte Namensträger

### Vorname
- Gervais de Bazoches († 1108), französischer Prinz von Galiläa im ersten Kreuzzug
- Gervais de Château-du-Loir (1007–1067), Bischof von Le Mans ab 1036, Erzbischof von Reims ab 1055
- Gervasius von Tilbury (1150–1235), englischer Rechtsgelehrter

- Gervais Charpentier (1805–1871), französischer Schriftsteller
- Gervais de La Rue (1751–1835), französischer Historiker
- Gervais Martel (* 1954), französischer Fußballspieler und Clubpräsident (RC Lens)
- Gervais Yao Kouassi (* 1987), ivorischer Fußballspieler

### Zweitname
- Jacques Gervais Subervie (1776–1856), französischer General und Politiker
- Maurice Gervais Joachim Geslin de Trémargat, französischer General der ersten Republik
- Grzegorz Gerwazy Gorczycki (1664/67–1734), polnischer Kapellmeister und Komponist

### Familienname
- Alfred Albert Gervais (1837–1921), französischer Admiral
- Arthur Gervais (* 2000), französischer Langstreckenläufer
- Bernhard Gervais (1754–1821), Jurist und Oberbürgermeister von Königsberg i. Pr.
- Bruno Gervais (* 1984), kanadischer Eishockeyspieler
- Cedric Gervais (* 1979), französischer DJ und House-Produzent
- Charles Gervais (1826–1893), französischer Unternehmer (Käsehersteller)
- Charles-Hubert Gervais (1671–1744), französischer Komponist
- Hans Gervais (1880–1949), Schweizer Versicherungsdirektor
- Henri Frédéric Paul Gervais (1845–1915), französischer Ichthyologe und Sohn von Paul Gervais
- Jean-Loup Gervais (1936–2020), französischer theoretischer Physiker
- John Lewis Gervais (1741–1798), deutsch-US-amerikanischer Politiker
- Jules Gervais-Courtellemont (1863–1931), französischer Fotograf
- Julie Gervais (* 1991), französische Tennisspielerin
- Karl Ludwig von Gervais (1787–1852), russischer Generalmajor
- Marcel André J. Gervais (1931–2023), kanadischer Geistlicher, Erzbischof von Ottawa
- Marie Gervais-Vidricaire (* 1955), kanadische Diplomatin
- Michel Gervais (* 1955), kanadischer Dirigent
- Otto R. Gervais (1902–1952), deutscher Redakteur, Erzähler und Dramatiker
- Paul Gervais (Zoologe) (1816–1879), französischer Zoologe und Paläontologe
- Paul Gervais (Maler) (1859–1944), französischer Maler, Plakatkünstler und Freskant
- Pierre Gervais, französischer Segler, Olympiasieger 1900
- Ricky Gervais (* 1961), britischer Komiker und TV-Autor